# Страјк зона
Страјк зона је термин у бејзболу који означава простор на основу које се бачена лопта убраја у страјк или je промашај (ball). За сваког ударача је она исте ширине, и једнака је ширини и облику кућне базе (home plate). Висина се прилагођава према ударачу који је на палици (at bat) у ставу за ударање. Доња ивица мете се отприлике налази изнад колена, док је горња на пола пута између ударачевог појаса и његових рамена.
У савременом бејзболу уколико ударач заради 3 поготка у мету (strike), а хватач ухвати трећи погодак, он аутоматски испада из смене (измене, inning-a). Уколико хватач не ухвати трећи погодак, ударач може да покуша да трчањем освоји базу. Ако бачена лоптица у складу са правилима погоди мету, а ударач је не удари - одмах му се додаје један погодак (strike). Слично томе, ако бацач баци 4 лопте ван мете (ball, промашај мете), а ударач не замахне ни на једну - ударач се шета до прве базе.